# Chien-Shiung Wu
Chien-Shiung Wu (født 29. maj 1912 i Shanghai, død 16. februar 1997 i New York City) var en kinesisk-amerikansk fysiker med en ekspertise i teknikker inden for eksperimentalfysik og radioaktivitet. Wu arbejdede på Manhattan Project (i processen for at berige uran til det spaltbare materiale 235U)